# Ephesia vestalis
Ephesia vestalis là một loài bướm đêm trong họ Noctuidae.